# Valérie Bonneton
Valérie Bonneton (ur. 5 kwietnia 1970 w Somain) – francuska aktorka filmowa. Za rolę w komediodramacie Niewinne kłamstewka Guillaume'a Caneta została nominowana do Cezara dla najlepszej aktorki drugoplanowej.

## Wybrana filmografia
- 2005: Uczciwi ludzie żyją we Francji (Les gens honnêtes vivent en France) jako Chloé
- 2010: Niewinne kłamstewka (Les petits mouchoirs) jako Véronique Cantara
- 2018: Rodziny się nie wybiera (La ch'tite famille) jako Louloute